# Queens of the Stone Age
Queens of the Stone Age (часто скорочено QOTSA) — американський рок-гурт, заснований у 1996 році в Сієтлі, штат Вашингтон. Гурт заснував вокаліст і гітарист Джош Гоммі, який є єдиним постійним учасником гурту після численних змін у складі колективу. З 2013 року склад гурту складається з Гоммі, а також Троя Ван Левена (гітара, клавішні, перкусія, бек-вокал), Майкла Шумена (бас-гітара, клавішні, бек-вокал), Діна Фертіти (клавішні, гітара, перкусія, бек-вокал) і Джона Теодора (барабани, перкусія). Гурт також має велику кількість учасників та співавторів. Queens of the Stone Age відомі своїм стилем блюзу, краутроку та електроніки, орієнтованим на рифи та ритмічний хардрок, у поєднанні з виразним фальцетом Гоммі та нестандартними гітарними гамами.
Сформований після розпаду попереднього гурту Гоммі Kyuss, гурт виник на музичній сцені Палм-Дезерт. Їхній однойменний дебютний альбом був записаний за участю колишніх учасників Kyuss Альфредо Ернандеса на барабанах і Гоммі на всіх інших інструментах. Бас-гітарист Нік Олівері приєднався до гурту під час його супровідного туру і став співвокалістом гурту разом з Гоммі. Другий студійний альбом гурту, Rated R, в якому взяв участь Марк Ланеґан як запрошений вокаліст, став дебютом гурту на лейблі Interscope Records. Він був комерційно і критично успішним і містив їхній проривний сингл «The Lost Art of Keeping a Secret». Третій студійний альбом гурту, Songs for the Deaf, у записі якого взяв участь Дейв Ґрол на барабанах, а також Ален Йоганнес і Наташа Шнайдер, вийшов у 2002 році, здобувши загальне визнання і подальший комерційний успіх.
Після відходу Олівері та Ланеґана у 2004 та 2005 роках, відповідно, Гоммі став єдиним вокалістом гурту, а мультиінструменталіст Трой Ван Левен та барабанщик Джої Кастілло співпрацювали над альбомами Lullabies to Paralyze 2005 року та Era Vulgaris 2007 року, який вийшов під впливом електроніки. Після кількох років бездіяльності гурт підписав контракт із незалежним лейблом Matador Records у 2013 році і випустив трилогію альбомів протягом десяти років: …Like Clockwork (2013), Villains (2017) та In Times New Roman… (2023). Трилогія принесла подальше визнання критиків і новий виток комерційного успіху для гурту, а …Like Clockwork став їхнім першим альбомом номер один у США.
Гурт дев'ять разів номінувався на премію Ґреммі: чотири рази за Найкращий хардрок-виступ, три рази за Найкращий рок-альбом і по одному разу за Найкраще рок-виконання та Найкращу рок-пісню.

## Учасники
| Поточні - Джош Гоммі — основний вокал, гітара, піаніно, клавішні (1996–дотепер), бас (1996—1998, 2004—2007) - Трой Ван Левен — гітара, клавішні, синтезатори, перкусія, бек-вокал (2002–дотепер), бас (2004—2007) - Майкл Шумен — бас, клавішні, синтезатори, бек-вокал (2007–дотепер) - Дін Фертіта — клавішні, синтезатори, гітара, перкусія, бек-вокал (2007–дотепер) - Джон Теодор — барабани, перкусія, семплери (2013–дотепер) | Колишні - Альфредо Ернандес — барабани, перкусія (1998—1999) - Нік Олівері — бас, основний та бек-вокал (1998—2004) - Джин Траутманн — барабани, перкусія (1999—2001) - Марк Ланеґан — основний та бек-вокал (2001—2005; помер 2022); клавішні (2005) - Дейв Ґрол — барабани, перкусія (2001—2002, офіційний учасник; 2013, сесійний учасник) - Джої Кастілло — барабани, перкусія (2002—2012) - Ален Йоганнес — бас, гітара, клавішні, бек-вокал (2005—2007) - Наташа Шнайдер — клавішні, бек-вокал (2005—2006; померла 2008) | Музиканти в турі - Дейв Кетчінг — гітара, клавішні (1998—2000) - Піт Шталь — основний та бек-вокал (1998—1999) - Маріо Лаллі — гітара, клавішні, основний та бек-вокал (1999) - Брендон Макнікол — гітара, клавішні (2000—2002) - Ден Драфф — бас, гітара, бек-вокал (2004—2005) |

## Дискографія
Студійні альбоми
- Queens of the Stone Age (1998)
- Rated R (2000)
- Songs for the Deaf (2002)
- Lullabies to Paralyze (2005)
- Era Vulgaris (2007)
- …Like Clockwork (2013)
- Villains (2017)
- In Times New Roman… (2023)

## Нагороди і номінації
| Нагорода               | Рік  | Номіновано          | Категорія                     | Результат | Дж.   |
| ---------------------- | ---- | ------------------- | ----------------------------- | --------- | ----- |
| Kerrang! Awards        | 2000 | Themselves          | Найкращий міжнародний новачок | Перемога  | [ 4 ] |
| NME Awards             | 2001 | Themselves          | Найкращий метал-виконавець    | Номінація | [ 5 ] |
| Žebřík Music Awards    | 2002 | Themselves          | Найкращий міжнародний сюрприз | Номінація | [ 6 ] |
| MTV Video Music Awards | 2003 | «Go with the Flow»  | Найкращі візуальні ефекти     | Перемога  | [ 7 ] |
| MTV Video Music Awards | 2003 | «Go with the Flow»  | Проривне відео                | Номінація | [ 7 ] |
| MTV Video Music Awards | 2003 | «Go with the Flow»  | Найкраща режисура             | Номінація | [ 7 ] |
| NME Awards             | 2004 | Themselves          | Найкращий живий гурт          | Перемога  | [ 8 ] |
| Grammy Awards          | 2014 | ...Like Clockwork   | Найкращий рок-альбом          | Номінація |       |
| Grammy Awards          | 2014 | «My God Is the Sun» | Найкраще рок-виконання        | Номінація |       |
| Grammy Awards          | 2018 | Villains            | Найкращий рок-альбом          | Номінація |       |
| Grammy Awards          | 2024 | «Emotion Sickness»  | Найкраща рок-пісня            | Номінація | [ 9 ] |
| Grammy Awards          | 2024 | In Times New Roman… | Найкращий рок-альбом          | Номінація | [ 9 ] |